# Busycotypus canaliculatus
Busycotypus canaliculatus is een slakkensoort uit de familie van de Buccinidae. De wetenschappelijke naam is gepubliceerd in 1758 door Carl Linnaeus in de tiende editie van Systema naturae.

## Verspreiding
Busycotype canaliculatus is een grote roofzuchtige slak die inheems is aan de oostkust van Noord-Amerika van Cape Cod, Massachusetts tot St. Augustine, Florida. Als exoot heeft het zich gevestigd in de Baai van San Francisco, Californië. Het komt voor in verschillende leefomgevingen, waaronder oesterbanken, modder en zandplaten, van het intergetijdengebied tot een diepte van ongeveer 15 meter. In zijn oorspronkelijke leefgebied is het een belangrijke roofdier van tweekleppigen.